# Óscar Enrique Sánchez
Óscar Enrique Sánchez Rivas (ur. 15 lipca 1955 w Escuintli, zm. 25 lipca 2019 w Gwatemali) – gwatemalski piłkarz, grający na pozycji napastnika, trener piłkarski.

## Kariera piłkarska

### Kariera klubowa
W 1973 rozpoczął zawodową karierę piłkarską w Ases del Minar. W następnym 1974 roku przeszedł do CSD Comunicaciones, w którym występował przez 12 lat do 1983 roku. Potem grał w klubach CSD Galcasa, Cobán Imperial, Municipal Gwatemala, Tipografía Nacional, Izabal JC, Deportivo Escuintla i Aurora Gwatemala. W 1992 roku zakończył karierę piłkarską. Ogółem strzelił 320 bramek we wszystkich rozgrywkach. Od 1974 do 1992 roku rozegrał 609 meczów ligowych i strzelił 244 goli, co pozostawało w tabeli wszech czasów ligi gwatemalskiej najwyższym osiągnięciem, aż przekroczył Juan Carlos Plata w 2006 roku. Sánchez znajduje się wśród najlepszych 150 królów strzelców tabeli wszech czasów lig światowych według IFFHS.

### Kariera reprezentacyjna
W latach 1976–1989 bronił barw narodowej reprezentacji Gwatemali.

## Kariera trenerska
Po zakończeniu kariery piłkarskiej rozpoczął karierę szkoleniową. Trenował kluby w pierwszej lidze, m.in. CSD Comunicaciones i Deportivo Jalapa oraz wielu klubów w niższych ligach.